# لي تسينون
لي تسينون (بالأنكليزية: Li Ching-Yuen or Li Ching-Yun وبالصينية: 李清云) هو رجل صيني الأصل يفترض أنه عاش 256 سنة ولد عام 1677 أو في عام 1736 في مقاطعة سيشوان، عاش أغلب حياته في جبال سيتشوان في الصين، جمع الأعشاب وتعلم أسرار طول العمر. وفي عام وعندما كان عمره 71 عاما خدم في الجيش الصيني مدرساً للفنون القتالية والدفاع عن النفس وكمستشار عسكري.
ذكر أيضاً أنه تزوج ودفن 23 زوجة خلال حياته ، وفي عام 1927 كان لي تسينون مدعواً من قبل محافظ مدينة يان سينو لقوته ومهارته وهو بهذا العمر، وبعد 6 أعوام من هذه الدعوة توفي لي تسينون، قبل ممات الأسطورة قال لأصدقائه لقد فعلت كل شيء كان علي فعله في هذا العالم والآن أنا ذاهب إلى البيت، ومن ثم توفي في 6 أيار عام 1933م.